# Herrarnas sprint i bancykling vid olympiska sommarspelen 1996
Herrarnas sprint i bancykling vid olympiska sommarspelen 1996 ägde rum den 24-28 juli 1996 i Atlanta.

## Medaljörer
| Event            | Guld               | Silver                | Brons              |
| Herrarnas sprint | Jens Fiedler (GER) | Marty Nothstein (USA) | Curt Harnett (CAN) |

## Resultat

### Kvalifikationsomgång
| Placering | Cyklist                      | Tid             |
| --------- | ---------------------------- | --------------- |
| 1         | Gary Neiwand (AUS)           | 10 s 129 Q (OR) |
| 2         | Curt Harnett (CAN)           | 10 s 175 Q      |
| 3         | Marty Nothstein (USA)        | 10 s 176 Q      |
| 4         | Jens Fiedler (GER)           | 10 s 232 Q      |
| 5         | Eyk Pokorny (GER)            | 10 s 233 Q      |
| 6         | Darryn Hill (AUS)            | 10 s 329 Q      |
| 7         | Pavel Buráň (CZE)            | 10 s 389 Q      |
| 8         | Florian Rousseau (FRA)       | 10 s 397 Q      |
| 9         | Viesturs Bērziņš (LAT)       | 10 s 463 Q      |
| 10        | Roberto Chiappa (ITA)        | 10 s 473 Q      |
| 11        | José Moreno (ESP)            | 10 s 492 Q      |
| 12        | William Clay (USA)           | 10 s 543 Q      |
| 13        | Georgios Khimonetos (GRE)    | 10 s 559 Q      |
| 14        | Frédéric Magné (FRA)         | 10 s 602 Q      |
| 15        | José Antonio Escuredo (ESP)  | 10 s 630 Q      |
| 16        | Martin Hrbáček (SVK)         | 10 s 693 Q      |
| 17        | Jean-Pierre van Zyl (RSA)    | 10 s 695 Q      |
| 18        | Lambros Vasilopoulos (GRE)   | 10 s 726 Q      |
| 19        | Yuichiro Kamiyama (JPN)      | 10 s 772 Q      |
| 20        | Peter Bazálik (SVK)          | 10 s 837 Q      |
| 21        | Gianluca Capitano (ITA)      | 10 s 895 Q      |
| 22        | Hyeon Byeong-Cheol (KOR)     | 11 s 001 Q      |
| 23        | Darren McKenzie-Potter (NZL) | 11 s 211 Q      |
| 24        | Claus Martínez (BOL)         | 12 s 341 Q      |

### Första omgången
| Nummer | Placering | Cyklist                      | Tid      |
| ------ | --------- | ---------------------------- | -------- |
| 1      | 1         | Gary Neiwand (AUS)           | 14 s 373 |
| 1      | 2         | Claus Martínez (BOL)         |          |
| 2      | 1         | Curt Harnett (CAN)           | 11 s 380 |
| 2      | 2         | Darren McKenzie-Potter (NZL) |          |
| 3      | 1         | Marty Nothstein (USA)        | 11 s 415 |
| 3      | 2         | Hyeon Byeong-Cheol (KOR)     |          |
| 4      | 1         | Jens Fiedler (GER)           | 11 s 722 |
| 4      | 2         | Gianluca Capitano (ITA)      |          |
| 5      | 1         | Eyk Pokorny (GER)            | 10 s 995 |
| 5      | 2         | Peter Bazálik (SVK)          |          |
| 6      | 1         | Darryn Hill (AUS)            | 11 s 192 |
| 6      | 2         | Yuichiro Kamiyama (JPN)      |          |

| Nummer | Placering | Cyklist                     | Tid      |
| ------ | --------- | --------------------------- | -------- |
| 7      | 1         | Pavel Buráň (CZE)           | 11 s 700 |
| 7      | 2         | Lambros Vasilopoulos (GRE)  |          |
| 8      | 1         | Florian Rousseau (FRA)      | 11 s 296 |
| 8      | 2         | Jean-Pierre van Zyl (RSA)   |          |
| 9      | 1         | Viesturs Bērziņš (LAT)      | 10 s 008 |
| 9      | 2         | Martin Hrbáček (SVK)        |          |
| 10     | 1         | Roberto Chiappa (ITA)       | 10 s 898 |
| 10     | 2         | José Antonio Escuredo (ESP) |          |
| 11     | 1         | Frédéric Magné (FRA)        | 10 s 740 |
| 11     | 2         | José Moreno (ESP)           |          |
| 12     | 1         | Georgios Khimonetos (GRE)   | 11 s 182 |
| 12     | 2         | William Clay (USA)          |          |

#### Första uppsamlingen
| Nummer | Placering | Cyklist                      | Tid        |
| ------ | --------- | ---------------------------- | ---------- |
| 1      | 1         | William Clay (USA)           | 11 s 191 Q |
| 1      | 2         | Claus Martínez (BOL)         |            |
| 2      | 1         | José Moreno (ESP)            | 11 s 017 Q |
| 2      | 2         | Darren McKenzie-Potter (NZL) |            |
| 3      | 1         | José Antonio Escuredo (ESP)  | 11 s 257 Q |
| 3      | 2         | Hyeon Byeong-Cheol (KOR)     |            |

| Nummer | Placering | Cyklist                    | Tid        |
| ------ | --------- | -------------------------- | ---------- |
| 4      | 1         | Martin Hrbáček (SVK)       | 11 s 076 Q |
| 4      | 2         | Gianluca Capitano (ITA)    |            |
| 5      | 1         | Peter Bazálik (SVK)        | 11 s 222 Q |
| 5      | 2         | Jean-Pierre van Zyl (RSA)  |            |
| 6      | 1         | Lambros Vasilopoulos (GRE) | 11 s 060 Q |
| 6      | 2         | Yuichiro Kamiyama (JPN)    |            |

### Andra omgången
| Nummer | Placering | Cyklist                     | Tid        |
| ------ | --------- | --------------------------- | ---------- |
| 1      | 1         | Gary Neiwand (AUS)          | 11 s 249 Q |
| 1      | 2         | Lambros Vasilopoulos (GRE)  |            |
| 2      | 1         | Curt Harnett (CAN)          | 11 s 058 Q |
| 2      | 2         | Peter Bazálik (SVK)         |            |
| 3      | 1         | Marty Nothstein (USA)       | 10 s 899 Q |
| 3      | 2         | Martin Hrbáček (SVK)        |            |
| 4      | 1         | Jens Fiedler (GER)          | 10 s 597 Q |
| 4      | 2         | José Antonio Escuredo (ESP) |            |
| 5      | 1         | Eyk Pokorny (GER)           | 10 s 966 Q |
| 5      | 2         | José Moreno (ESP)           |            |

| Nummer | Placering | Cyklist                   | Tid        |
| ------ | --------- | ------------------------- | ---------- |
| 6      | 1         | Darryn Hill (AUS)         | 10 s 811 Q |
| 6      | 2         | William Clay (USA)        |            |
| 7      | 1         | Pavel Buráň (CZE)         | 11 s 272 Q |
| 7      | 2         | Georgios Khimonetos (GRE) |            |
| 8      | 1         | Florian Rousseau (FRA)    | 10 s 745 Q |
| 8      | 2         | Frédéric Magné (FRA)      |            |
| 9      | 1         | Viesturs Bērziņš (LAT)    | 11 s 044 Q |
| 9      | 2         | Roberto Chiappa (ITA)     |            |

#### Andra uppsamlingen
| Nummer | Placering | Cyklist                    | Tid             |
| ------ | --------- | -------------------------- | --------------- |
| 1      | 1         | Roberto Chiappa (ITA)      | 11 s 378 Q      |
| 1      | 2         | Lambros Vasilopoulos (GRE) |                 |
| 1      | DQ        | William Clay (USA)         | diskvalificerad |

| Nummer | Placering | Cyklist                   | Tid        |
| ------ | --------- | ------------------------- | ---------- |
| 2      | 1         | José Moreno (ESP)         | 11 s 089 Q |
| 2      | 2         | Georgios Khimonetos (GRE) |            |
| 2      | 3         | Peter Bazálik (SVK)       |            |

| Nummer | Placering | Cyklist                     | Tid        |
| ------ | --------- | --------------------------- | ---------- |
| 3      | 1         | Frédéric Magné (FRA)        | 11 s 035 Q |
| 3      | 2         | Martin Hrbáček (SVK)        |            |
| 3      | 3         | José Antonio Escuredo (ESP) | forfait    |

### Åttondelsfinaler
| Nummer | Placering | Cyklist               | Tid        |
| ------ | --------- | --------------------- | ---------- |
| 1      | 1         | Gary Neiwand (AUS)    | 11 s 625 Q |
| 1      | 2         | Frédéric Magné (FRA)  |            |
| 2      | 1         | Curt Harnett (CAN)    | 10 s 793 Q |
| 2      | 2         | José Moreno (ESP)     |            |
| 3      | 1         | Marty Nothstein (USA) | 11 s 047 Q |
| 3      | 2         | Roberto Chiappa (ITA) |            |

| Nummer | Placering | Cyklist                | Tid        |
| ------ | --------- | ---------------------- | ---------- |
| 4      | 1         | Jens Fiedler (GER)     | 10 s 808 Q |
| 4      | 2         | Viesturs Bērziņš (LAT) |            |
| 5      | 1         | Florian Rousseau (FRA) | 10 s 828 Q |
| 5      | 2         | Eyk Pokorny (GER)      |            |
| 6      | 1         | Darryn Hill (AUS)      | 11 s 008 Q |
| 6      | 2         | Pavel Buráň (CZE)      |            |

#### Tredje uppsamlingen
| Nummer | Placering | Cyklist                | Tid        |
| ------ | --------- | ---------------------- | ---------- |
| 1      | 1         | Frédéric Magné (FRA)   | 10 s 975 Q |
| 1      | 2         | Pavel Buráň (CZE)      |            |
| 1      | 3         | Viesturs Bērziņš (LAT) |            |

| Nummer | Placering | Cyklist               | Tid        |
| ------ | --------- | --------------------- | ---------- |
| 2      | 1         | Eyk Pokorny (GER)     | 10 s 982 Q |
| 2      | 2         | Roberto Chiappa (ITA) |            |
| 2      | 3         | José Moreno (ESP)     |            |

### Kvartsfinaler
| Nummer | Placering | Cyklist              | Resultat |
| ------ | --------- | -------------------- | -------- |
| 1      | 1         | Gary Neiwand (AUS)   | 2        |
| 1      | 2         | Eyk Pokorny (GER)    | 0        |
| 2      | 1         | Curt Harnett (CAN)   | 2        |
| 2      | 2         | Frédéric Magné (FRA) | 1        |

| Nummer | Placering | Cyklist                | Resultat |
| ------ | --------- | ---------------------- | -------- |
| 3      | 1         | Marty Nothstein (USA)  | 2        |
| 3      | 2         | Darryn Hill (AUS)      | 0        |
| 4      | 1         | Jens Fiedler (GER)     | 2        |
| 4      | 2         | Florian Rousseau (FRA) | 0        |

### Semifinaler
| Nummer | Placering | Cyklist            | Resultat |
| ------ | --------- | ------------------ | -------- |
| 1      | 1         | Jens Fiedler (GER) | 2        |
| 1      | 2         | Gary Neiwand (AUS) | 0        |

| Nummer | Placering | Cyklist               | Resultat |
| ------ | --------- | --------------------- | -------- |
| 2      | 1         | Marty Nothstein (USA) | 2        |
| 2      | 2         | Curt Harnett (CAN)    | 0        |

### Bronsmatch
| Placering | Cyklist            | Resultat |
| --------- | ------------------ | -------- |
| 3         | Curt Harnett (CAN) | 2        |
| 4         | Gary Neiwand (AUS) | 0        |

### Final
| Placering | Cyklist               | Resultat |
| --------- | --------------------- | -------- |
| 1         | Jens Fiedler (GER)    | 2        |
| 2         | Marty Nothstein (USA) | 0        |